# Cet homme est dangereux
Pour plus de détails, voir Fiche technique et Distribution.
Cet homme est dangereux est un film français réalisé par Jean Sacha, sorti en 1953.

## Synopsis
Lemmy Caution est mandaté pour neutraliser la bande criminelle internationale du caïd Siégella (Grégoire Aslan) comme enquêteur masqué. Pour infiltrer le gang, il prétend être un évadé. Alors qu'il est sur la Côte d'Azur, il recroise le chemin de la belle Constance (Colette Deréal) qui est une amie de Monsieur Siégella. Lemmy la convainc qu'il va aider à l'enlèvement de la riche héritière américaine Miranda Van Zelden (Claude Borelli). Quand Lemmy a obtenu assez de preuves à l'encontre des malfaiteurs il avise l'Interpol. Après avoir envoyé des documents à Interpol, sa couverture éclate et il lui faut lutter pour sa vie.

## Fiche technique
- Titre : Cet homme est dangereux
- Réalisation : Jean Sacha
- Scénario : Jacques Berland, d'après le roman de Peter Cheney, This Man is Dangerous
- Dialogues : Marcel Duhamel
- Décors : Jean d'Eaubonne
- Costumes : Suzanne Ponthieu
- Photographie : Marcel Weiss
- Photographe de plateau : Léo Mirkine
- Musique : Jean Marion
- Montage : Paulette Robert
- Son : Julien Coutellier et Jacques Carrère
- Sociétés de production :  Edition et Diffusion Cinématographique (E.D.I.C.)  -    Les Films Lutétia  -  Sonofilm
- Pays :  France
- Format : Noir et blanc - 1,37:1 - 35 mm - Son mono
- Genre : Aventure
- Durée : 92 min
- Date de sortie  : 
  - France : 23 décembre 1953
- Affiche : Duccio Marvisi (France)

## Distribution
- Eddie Constantine : Lemmy Caution
- Colette Deréal : Constance
- Grégoire Aslan : Siégella
- Claude Borelli : Miranda van Zelten
- Jacqueline Pierreux : Dora
- Véra Norman : Suzanne
- Guy Decomble : Jacques Le Dingue
- Luc Andrieux : Maurice
- Henri Djanik : William Bosco
- Emile Genevois : un athlète
- Michel Seldow : Pierrot les Cartes
- Colette Mareuil : l'entraîneuse
- Michel Nastorg : Goyas
- Jacques Richard : Jimmy
- Gérard Darrieu
- Jacques Angelvin
- Luce Aubertin
- Gil Delamare
- Raymond Francky
- Roger Goze
- Louis Viret
- Don Ziegler
- Hy Yanowitz

## Autour du film
- Les dialogues du film, d'une grande modernité, sont signés Marcel Duhamel, qui n'est autre que le créateur de la Série Noire.
- Jean Sacha, le réalisateur du film, avait auparavant travaillé comme monteur, notamment pour Orson Welles sur Othello. Bertrand Tavernier estime d'ailleurs qu'on retrouve clairement l'influence de Welles sur la mise en scène de ce film[1].